# Lubomír Klimeček
Lubomír Klimeček (8. července 1949 Ostrava – 30. leden 2005) byl český malíř a grafik.

## Životopis
Studoval na Střední uměleckoprůmyslové škole v Brně u profesora Jiřího Coufala a následně na Vysoké škole uměleckoprůmyslové v Praze u profesorů Ladislava Vacka a Zdeňka Menšíka. Během své profesní kariéry se věnoval malbě, enkaustice a kombinovaným technikám. Kromě toho vytvářel také díla pro architekturu, například fresky nebo mozaiky. Jeho hlavní technikou byla enkaustika, pomocí níž vytvářel reálné i abstraktní obrazy. Častým motivem jeho obrazů bylo moře a přístavy.
První samostatnou výstavu uspořádal roku 1977 v Brně ve Výstavní síni Staré radnice. Na kontě má více než desítku vlastních výstav pořádaných doma i v zahraničí. Roku 1996 byl se svými díly předvádět v německém Wesselu. Vystavoval i v rámci kolektivních výstav a to jak v tuzemsku, tak v zahraničí. Například v roce 1982 se účastnil výstavy v Bratislavě.
Byl členem skupiny s názvem Český fond výtvarných umění (ČFVU).
Jeho obrazy jsou součástí mnoha soukromých sbírek na celém světě. Samostatné i společné výstavy jsou uvedeny dále. Velmi působivá byla výstava společně se sklářem Antonínem Othem v Galerii staré radnice v Brně, kde se prolínalo světlo překrásné sklářské tvorby  a obrazů. V roce 1999 měl výstavu společně s ak. arch. Dušanem Ždímalem v Praze v Questenberském paláci. Opakovaně vystavoval samostatně v divadle Bolka Polívky.

## Samostatné výstavy
- 1984, Brno, nádvoří Městského kulturního střediska
- 1991, Brno, Galerie staré radnice, společně s výtvarníkem a sklářem Antonínem Othem
- 1993, Brno, Divadlo Bolka Polívky
- 1995, Wesel, Německo, soukromé prostory
- 1997, Brno, Městské divadlo Brno
- 1997, Mikulov, hotel Rohatý krokodýl
- 1998, Brno, Club 14, řecké motivy
- 1998, Brno, Café Piáno
- 1999, Brno, Divadlo Bolka Polívky
- 1999, Praha, Questenberský palác, společně s výtvarníkem Dušanem Ždímalem
- 2000, Brno, Café Piáno, Chorvatské motivy
- 2002, Znojmo, soukromá galerie
- 2004, Brno, Semilaso
- 2008, Brno, Křížová chodba Nové radnice, Post Mortem, celoživotní dostupné obrazy a vydání knihy o malíři

## Společné výstavy
- 1980, Praha, Výročí VŠUP
- 1982, Bratislava, 1.bienále mladých výtvarníků
- 1983, Brno, Dům umění, 2. bienále brněnských výtvarníků
- 1985, Brno, Dům umění, Výtvarní umělci jihomoravského kraje
- 1990, Vídeň, společná výstava brněnských výtvarníků

## Dílo
- Reliéf pro saunu v Poštorné[1]
- Reliéf pro halu VÚM v Medlově[1]
- Enkaustika na kameni pro ZŠ v Žatci[1]
- Mozaiky a fresky v Praze, Českých Budějovicích a Bruntále[1]
- Freska Dětský svět v přízemí M-Palace, Brno